# Băile Tușnad
Băile Tușnad là một thị xã thuộc hạt Harghita, România. Dân số thời điểm năm 2002 là 1728 người.